# Nobuo Nashiro

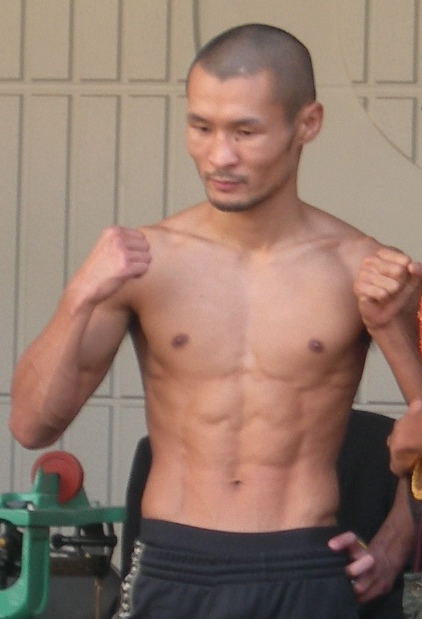
Tepparith Singwancha, 2012

Nobuo Nashiro (jap. 名城 信男, Nashiro Nobuo; * 12. Oktober 1981 in Nara) ist ein japanischer Boxer im Superfliegengewicht.

## Profikarriere
Im Juli 2003 gab Nashiro sein Debüt als Profi. Bei einem Kampf um die japanische Meisterschaft seiner Gewichtsklasse gewann er gegen Seiji Tanaka, der nach dem Kampf ins Koma fiel und zwei Wochen später verstarb. Am 22. Juli 2006 boxte Nashiro gegen Martín Castillo um den Weltmeistertitel des Verbandes WBA und siegte durch technischen K. o. in Runde 10. Er verteidigte diesen Titel im Dezember des darauffolgenden Jahres gegen Eduardo Garcia und verlor ihn am 3. Mai 2007 an Alexander Muñoz.
Im September 2008 konnte er diesen Titel, der inzwischen vakant geworden war, erneut erringen, als er Kōhei Kōno durch geteilte Punktentscheidung bezwang. Im darauffolgenden Jahr verteidigte er ihn gegen Kōnosuke Tomiyama durch technischen K. o. und gegen Hugo Fidel Cázares mit einem Unentschieden. Am 8. Mai 2010 verlor er den Titel im direkten Rückkampf durch einstimmigen Beschluss. Nach 19 Siegen bei 6 Niederlagen beendete Nashiro seine Karriere.
2014 wurde er Trainer des Boxclubs der Kinki-Universität.